# Älgarnas trädgård
Älgarnas trädgård var ett svenskt progressivt rockband som brukar räknas till proggrörelsen. Gruppen bildades på Hagahuset i Göteborg 1969 och upphörde 1976.
Gruppen gjorde sin första offentliga spelning julen 1969 under namnet Innerst inne. Året efter skaffade bandet en replokal i Haga. Efterhand ändrades namnet till Älgarnas trädgård. Under 1970 genomfördes flera spelningar i Hagahusets källare och samma år medverkade gruppen på Gärdetfesten iförda medeltida kläder.
Ungefär samtidigt blev Silence Records intresserade av att ge ut en skiva med gruppen. Resultatet blev 1972 års Framtiden är ett svävande skepp förankrat i forntiden, en skiva som improviserades fram i studion. Skivan grammisnominerades.
De två nästkommande åren ägnade bandet åt turnerande. På sina konserter använde gruppen en ljusshow som sköttes av "The Spotlight Kids". 1974 var gruppen inriktad på att ge ut ett nytt album. Under inspelningen av detta uppstod en splittring inom bandet, såväl musikaliskt som socialt. En del av gruppen ville turnera och spela mer rockorienterad musik, medan den andra av familjära skäl ville undvika turnerande, samt spela mer minimalistisk musik. Under mixningen av skivan var splittringen ett faktum. Som ett resultat av denna gavs skivan aldrig ut. Ternald och Öberg flyttade till Stockholm och började spela med Fläsket brinner. Söderqvist, Brandt och Johansson genomförde några sista spelningar under namnet Älgarnas trädgård 1975-1976, varefter Söderqvist flyttade till Öland och gruppen splittrades definitivt. Dan Söderqvist bildade senare gruppen Cosmic Overdose, som 1981 bytte namn till Twice a Man.
1995 återutgavs debutalbumet på CD och i samband med denna utgivning föddes tanken på att fullborda den andra outgivna plattan och ge ut den. Den 30 maj 1998 återförenades gruppen för en spelning, vilken ägde rum vid Näckrosdammen i Göteborg. Medverkade gjorde även Träd, Gräs och Stenar och Hansson & Karlsson. I maj 2001 åkte Söderqvist och Ternald upp till Silence Records i Koppom i Värmland och där mixades skivan klart tillsammans med Anders Lind. Samma år utgavs den under namnet Delayed.

## Medlemmar
- Andreas Brandt, fiol
- Dan Söderqvist, gitarr
- Dennis Lundh, trummor
- Jan Ternald, synth
- Margareta Söderberg, sång
- Mikael Johansson, orgel
- Sebastian Öberg, cello

## Diskografi
- 1972 – Framtiden är ett svävande skepp förankrat i forntiden
- 2001 – Delayed

### Fotnoter
1. 1 2 3 4 5  ”Älgarnas trädgård”. Progg.se. Arkiverad från originalet den 23 augusti 2010. https://web.archive.org/web/20100823090729/http://www.progg.se/band.asp?ID=204. Läst 10 januari 2013.